# شهرستان چیندو
شهرستان چیندو (به لاتین: Chindu County) یک منطقهٔ مسکونی در چین است که در ولایت خودمختار یوشو تبتی واقع شده‌است.